# Orix
Orix Corporation (オリックス株式会社, Orikkusu Kabushiki-gaisha, TSE : 8591, OSE: 8591, NYSE : IX) est un groupe de services financiers fondé le 17 avril 1964 et basé à Minato-ku (Tokyo) au Japon.

## Historique
En novembre 2014, Orix acquiert l'entreprise de logiciel Yayoi pour 80 milliards de yens soit l'équivalent de 691 millions de dollars.
Orix et son associé Vinci Airports sont désignés le 10 novembre 2015 concessionnaires pressentis des aéroports internationaux du Kansai et d'Osaka pour une durée de 44 ans à partir du 1er avril 2016.
En octobre 2021, Orix annonce la vente de sa filiale de logiciel Yayoi, pour 1,75 milliard de dollars, à des fonds d'investissement.